# Vladimir Morozov
Vladimir Morozov (n. 16 iunie 1992, Novosibirsk, Regiunea Novosibirsk, Rusia) este un înotător rus, medaliat olimpic. A participat la 3 ediții ale Jocurilor Olimpice (2012, 2016, 2020) în care a câștigat o medalie de bronz.